# Zingem
Zingem é um município belga da província de Flandres Oriental. O município é constituído pelas vilas de Huise, Ouwegem e Zingem . Em 1 de Janeiro de 2006, o município tinha uma população de  6.793 habitantes, uma área total de  23,93 km² e uma consequente densidade populacional de 284 habitantes por km².